# 東特前駅
東特前駅（とうとくまええき）は、長野県上田市大屋にあった上田丸子電鉄丸子線の駅（廃駅）である。丸子線の廃線に伴い1969年（昭和44年）4月20日に廃駅となった。
急行運転列車のほかに、早朝深夜の一部の普通列車が通過した。

## 歴史
1960年（昭和35年）の上田市の工業誘致条例に伴い東京特殊電線が上田市大屋、当線の岩下駅 - 大屋駅間の付近に工場を建設したことから、通勤客のための駅として1961年（昭和36年）3月に開業した。丸子線で最後に開業した駅であった。

### 年表
- 1961年（昭和36年）3月：上田丸子電鉄丸子線岩下駅 - 電鉄大屋駅間に新設開業[3][4]。旅客のみ取扱い[5]。
- 1969年（昭和44年）4月20日：丸子線の廃線に伴い廃止となる[3][4]。

## 駅構造
廃止時点で、単式ホーム1面1線を有する地上駅であった。ホームは線路の南西側（丸子町方面に向かって右手側）に存在した。転轍機を持たない棒線駅となっていた。
開業時からの無人駅で駅舎は無いが、ホーム中央部分に中丸子駅と同型の、大きな屋根の待合所を有していた。
日本国有鉄道信越本線との並走区間にあり、丸子線の線路のすぐ北を信越本線の線路が通っていたが、そちらにはホームなどは無かった。電鉄大屋駅の場内信号機が附近に存在した。

## 駅周辺
東京特殊電線の工場通勤客のために設置された駅であったため、会社休業日は信濃国分寺の八日堂縁日のある日以外は閑散としていた。
- 東京特殊電線上田事業所
- 国道18号
- 千曲川
- 依田川 - 千曲川との分流地点が近かった。

## 駅跡
1996年（平成8年）時点では、確認は困難になっていた。「東特前」の名は千曲バスの停留所名として残っている。
電鉄大屋駅附近から上田東方面、八日堂駅跡附近までの線路跡は、信越本線の複線化用地となり消滅し、しなの鉄道下り線の敷地となっていた。
また、2007年（平成19年）8月時点では当駅附近の小川を渡る信越本線の橋脚として、丸子線時代のアーチ橋が再利用されていた。2010年（平成22年）10月時点でも同様であった。

## 隣の駅
上田丸子電鉄
丸子線
岩下駅 - 東特前駅 - 電鉄大屋駅